# Panegyrtes varicornis
Panegyrtes varicornis là một loài bọ cánh cứng trong họ Cerambycidae.